# 福岡県道743号中尾大刀洗線
福岡県道743号中尾大刀洗線（ふくおかけんどう743ごう なかおたちあらいせん）は、福岡県久留米市から三井郡大刀洗町に至る一般県道である。

## 概要
久留米市田主丸町中尾から三井郡大刀洗町大字本郷に至る。
久留米市田主丸町中尾は草野町に近く、JR九州久大本線 筑後草野駅と西鉄甘木線 大堰駅、本郷駅を結ぶ経路となっている。
大刀洗町役場は西鉄甘木線 大堰駅近くにあるが、実質的な中心地は西鉄甘木線 本郷駅周辺である。詳しくはこちらを参照。

### 路線データ
- 起点：福岡県久留米市田主丸町中尾（福岡県道151号浮羽草野久留米線交点）
- 終点：福岡県三井郡大刀洗町大字本郷（陣内交差点、国道322号交点）

## 路線状況

### 重複区間
- 国道210号（久留米市田主丸町牧）
- 福岡県道584号八重亀菅野来春線（三井郡大刀洗町大字守部）
- 佐賀県道・福岡県道14号鳥栖朝倉線（三井郡大刀洗町大字冨多）

### 道路施設

#### 橋梁
起点から
- 小屋場橋（巨瀬川、久留米市）
- 山平橋（久留米市）
- 筑後川橋（筑後川、久留米市 - 三井郡大刀洗町）
- 本郷橋（陣屋川、三井郡大刀洗町）

## 地理

### 通過する自治体
- 久留米市
- 三井郡大刀洗町
- 久留米市
- 三井郡大刀洗町

### 交差する道路
| 交差する道路                                                          | 市町村名 | 市町村名 | 交差する場所 | 交差する場所      |
| --------------------------------------------------------------------- | -------- | -------- | ------------ | ----------------- |
| 福岡県道151号浮羽草野久留米線                                         | 久留米市 | 久留米市 | 田主丸町中尾 | 起点              |
| 国道210号 重複区間起点                                                | 久留米市 | 久留米市 | 田主丸町牧   | 牧（1）交差点     |
| 国道210号 重複区間終点                                                | 久留米市 | 久留米市 | 田主丸町牧   | 牧（2）交差点     |
| 福岡県道745号菅原豊城線                                               | 久留米市 | 久留米市 | 田主丸町菅原 |                   |
| 福岡県道81号久留米浮羽線                                              | 久留米市 | 久留米市 | 田主丸町菅原 |                   |
| 福岡県道584号八重亀菅野来春線 重複区間起点                            | 三井郡   | 大刀洗町 | 大字守部     |                   |
| 福岡県道584号八重亀菅野来春線 重複区間終点                            | 三井郡   | 大刀洗町 | 大字守部     |                   |
| 佐賀県道・福岡県道14号鳥栖朝倉線 重複区間起点                         | 三井郡   | 大刀洗町 | 大字冨多     | 江戸橋交差点      |
| 佐賀県道・福岡県道14号鳥栖朝倉線 重複区間終点 福岡県道744号富多大城線 | 三井郡   | 大刀洗町 | 大字冨多     |                   |
| 福岡県道509号塔ノ瀬十文字小郡線                                       | 三井郡   | 大刀洗町 | 大字本郷     | 南本郷交差点      |
| 国道322号                                                             | 三井郡   | 大刀洗町 | 大字本郷     | 陣内交差点 / 終点 |

### 交差する鉄道
- 久大本線
- 西鉄甘木線

### 沿線
- JR九州久大本線 筑後草野駅
- 久留米市立竹野小学校
- 片瀬郵便局
- 片の瀬公園
- 小石原川
- 西鉄甘木線
  - 大堰駅 - 本郷駅
- 大刀洗町役場
- 大刀洗町立本郷小学校
- 大刀洗郵便局